# Monte Iraya
L'Iraya, o anche Irada, è uno stratovulcano attivo delle Filippine che si eleva per 1 009 m. s.l.m. nel territorio della municipalità di Basco sull'isola vulcanica di Batan nell'estremo settentrione dell'arcipelago asiatico, nella regione della Valle di Cagayan.
L'Iraya occupa con il suo duomo di lava la parte Nord dell'isola, lunga circa 20 km e che si trova nello stretto di Luzon, estendendosi su un diametro di circa 5,5 km; è il vulcano attivo più settentrionale dell'arcipelago, trovandosi l'isola di Batan pressappoco a metà distanza fra Luzon e lo Stato di Taiwan.
Sulla cima del vulcano, formatosi nel Quaternario, si apre un cratere del diamtro di circa 1,5 km a sua volta occupato quasi interamente da un ulteriore cono vulcanico che forma la sommità dell'edificio. Segni di eruzioni esplosive occorse nel tardo Pleistocene e nell'Olocene sono visibili in loco così come alcune colate piroclastiche datate a circa 1 500 anni fa e che avrebbero sommerso l'antico abitato di Sunget, il sito archeologico più antico delle isole Batan.
L'attività storica dell'Iraya riporta di una eruzione non meglio definita nell'anno 1454.